# Abdul Kader Keïta
Abdel-Kader Keïta, född 6 augusti 1981, är en ivoriansk fotbollsspelare (ytter) som spelar för ungerska Budapest Honvéd i Nemzeti Bajnokság I och det ivorianska landslaget.
Han har en äldre bror som tidigare spelat för Elfenbenskustens landslag, Fadel Keïta.